# Plymouth Sundance
Plymouth Sundance – samochód osobowy klasy kompaktowej produkowany pod amerykańską marką Plymouth w latach 1986 – 1994. 

## Historia i opis modelu

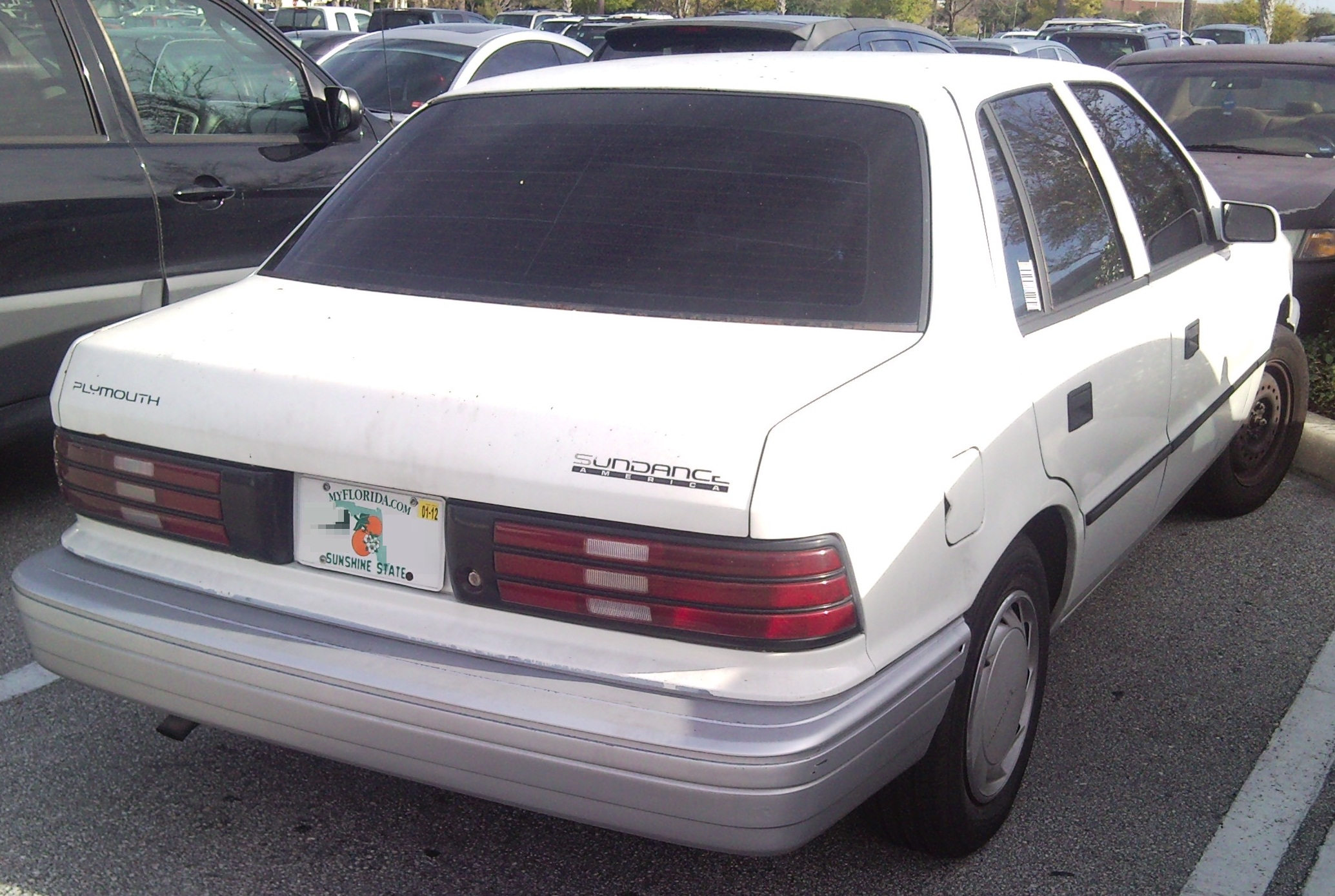
Plymouth Sundance - tył

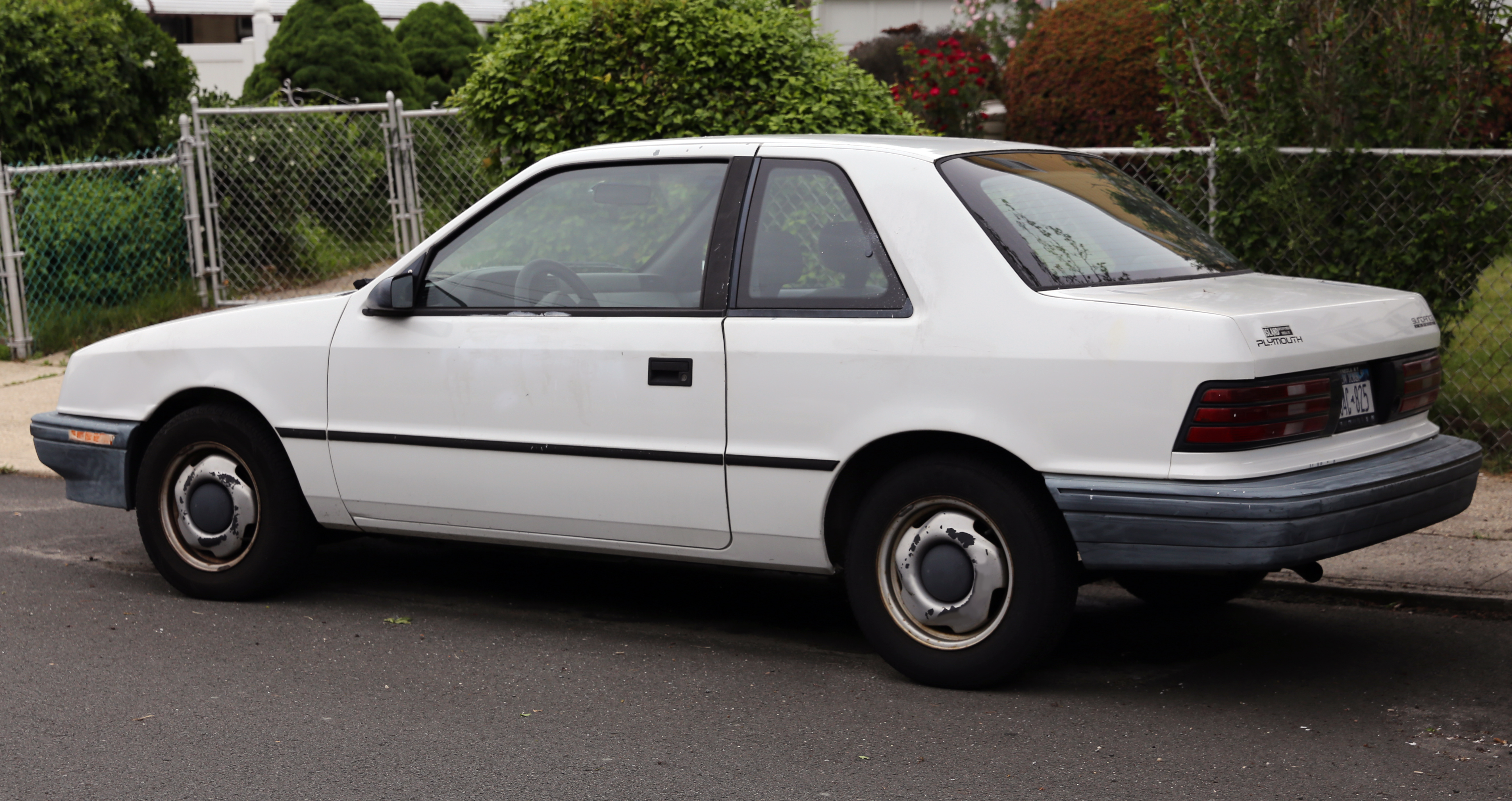
Plymouth Sundance Coupe

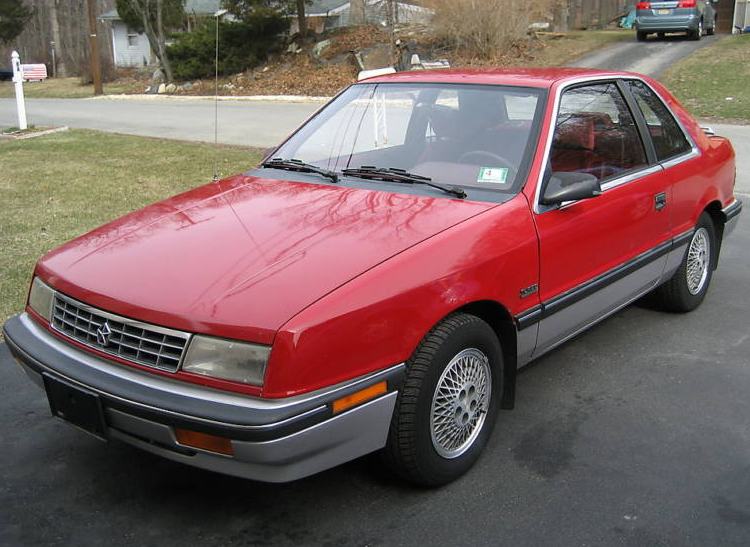
Plymouth Sundance po liftingu

Plymouth Sundance pojawił się w ofercie producenta w 1986 roku jako nowy kompaktowy model zbudowany na płycie podłogowej P-body wraz z bliźniaczym Dodge Shadow. Sundance zastąpił zarówno hatchbacka Horizon, jak i coupe Turismo. 
Samochód dostępny był w dwóch wariantach nadwoziowych zarówno jako 4-drzwiowy sedan, jak i 3-drzwiowy liftback. Moc przenoszona była na oś przednią poprzez 3- lub 4-biegową automatyczną bądź 5-biegową manualną skrzynię biegów. 

### Lifting
W 1989 roku Sundance razem z bliźniaczym Dodge Shadow przeszedł obszerą modernizację, która przyniosła głównie zmiany w wyglądzie pasa przedniego. Zmodyfikowano zarówno kształt reflektorów, jak i zderzaków i atrapy chłodnicy. Pod tą postacią Plymouth Sundance był produkowany kolejne 5 lat do 1994 roku, po czym następcą został nowy model - Neon.

### Silniki
- L4 2.2l K
- L4 2.2l Turbo
- L4 2.2l Turbo
- L4 2.5l K
- L4 2.5l Turbo
- V6 3.0l 6G72

### Dane techniczne
- R4 2,2 l (2213 cm³), 2 zawory na cylinder, SOHC, turbo
- Średnica cylindra × skok tłoka: 87,50 mm × 92,00 mm
- Stopień sprężania: 8,1:1
- Moc maksymalna: 178 KM (131 kW) przy 5200 obr./min
- Maksymalny moment obrotowy: 278 N•m przy 2400 obr./min
- Przyspieszenie 0-80 km/h: 5,1 s
- Przyspieszenie 0-100 km/h: 7,0 s
- Prędkość maksymalna: 212 km/h